# Junior Marvin
Pour les articles homonymes, voir Marvin.

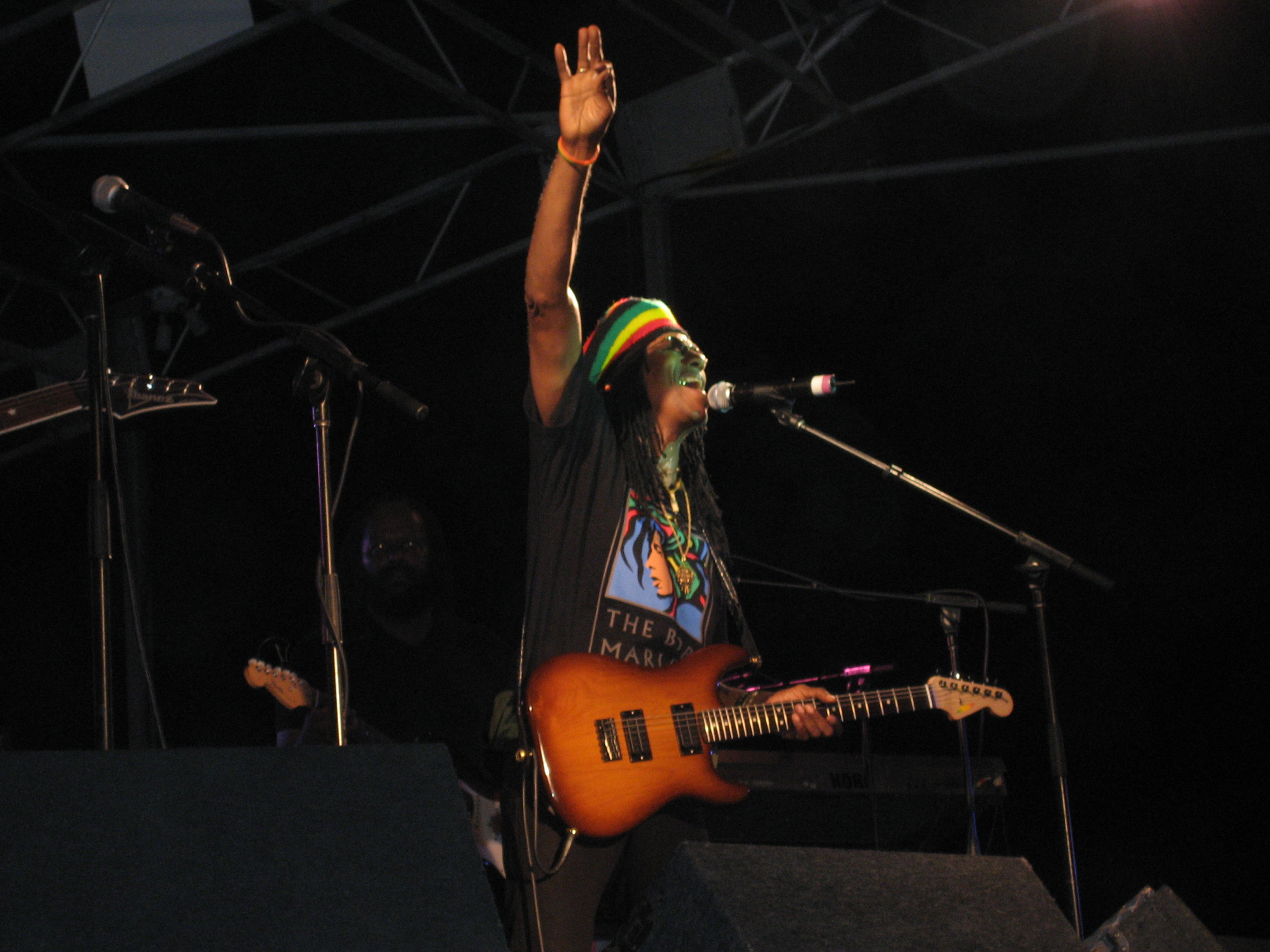
Junior Marvin.

Donald Hanson Marvin Kerr Richards Jr., dit Junior Marvin, est un guitariste et chanteur anglo-américain d'origine jamaïcaine né en 1949 à Swift River, Jamaïque.

## Biographie
Très influencé par le Blues, il participait en février 1977 au 1er album solo de Steve Winwood quand Chris Blackwell le remarqua en notant qu'il serait parfait pour les Wailers (dont Chris s'occupait aussi). Quelques jours après, Bob Marley l'incorporait à son groupe et Exodus fut donc le premier album des Wailers auquel participa Junior Marvin. Il participa également Kaya, Survival, Uprising et Babylon by Bus.
Après la mort en 1981 de Bob Marley, Junior Marvin gardera sa place au sein des wailers, en tant que guitariste, chanteur et coproducteur (avec Aston Barrett) jusqu'en 1997, année durant laquelle il quitte le groupe. Il a depuis joué avec des groupes tels que Bakuta ou Kaliroots, ainsi qu'avec d'autres artistes en tant que musicien de session.
Il a également joué avec Ike & Tina Turner et Stevie Wonder.
Son premier album solo, Wailin' For Love est prévu pour 2007.

## Pseudonymes
Après avoir fait partie du Keef Hartley Band à partir de 1970, Junior Kerr devint Junior Hanson pour les groupes Salt and Pepper, puis Hanson, et d'autres encore.

## Discographie

### Avec Bob Marley & les wailers
- Exodus (1977)
- Kaya (1978)
- Survival (1979)
- Uprising (1980)
- Babylon by Bus (1978)

### Avec les Wailers
- Jerusalem (album d'Alpha Blondy) (1986)
- I.D. (1989)
- Majestic Warriors (1991)
- JAH Message (1994)
- My Friends (1997)

### En solo
- Wailin' For Love (2007)
- Smokin' to the Big M Music (2013)
- Lion to Zion-Dub Wise (2013)